# トーマス・ウォーリング
トーマス・ウォーリング（Thomas Walling）はアメリカのスタジオ・ミュージシャン、ドラマー。

## 経歴
シンフォニー・エックスの4thアルバム「Twilight In Olympus」に個人的な事情で参加できなかったジェイソン・ルロの替わりに参加した事で知られるようになった。